# Gustav Löfving
Gustav Karl Olof Löfving, född 27 juli 1991 i Strängnäs, är en svensk moderat politiker. Han var 2010 riksordförande för Moderat Skolungdom (MSU). Som riksordförande var han adjungerad i Moderata ungdomsförbundets förbundsstyrelse och valledning med arbetsutskott. 
Gustav Löfving sitter numera i MUF Södermanlands distriktsstyrelse som ledamot.  Löfving var tidigare ordförande för MUF Strängnäs och för Moderat Skolungdom i Södermanland.